# Hyalolaena
- Commons
- Wikispecies

Hyalolaena é um género botânico pertencente à família Apiaceae.
1. ↑  «Hyalolaena — World Flora Online». www.worldfloraonline.org. Consultado em 19 de agosto de 2020